# 马罗勒莱圣卡莱
马罗勒莱圣卡莱（法語：Marolles-lès-Saint-Calais，法語發音：[maʁɔl lɛ sɛ̃ kalɛ]，意为“圣卡莱附近的马罗勒”）是法国萨尔特省的一个市镇，属于马梅尔斯区。

## 地理
马罗勒莱圣卡莱（47°55'6"N, 0°47'4"E）面积12.15 平方千米，位于法国卢瓦尔河地区大区萨尔特省，该省份为法国西北部内陆省份，北起顺时针与奥恩省、厄尔-卢瓦省、卢瓦-谢尔省、安德尔-卢瓦尔省、曼恩-卢瓦尔省和马耶讷省接壤，是法国大西部的入口，连接卢瓦尔河谷、布列塔尼和巴黎盆地。
与马罗勒莱圣卡莱接壤的市镇（或旧市镇、城区）包括：拉艾、布赖河畔萨尔热、布赖河畔萨维尼、圣卡莱。

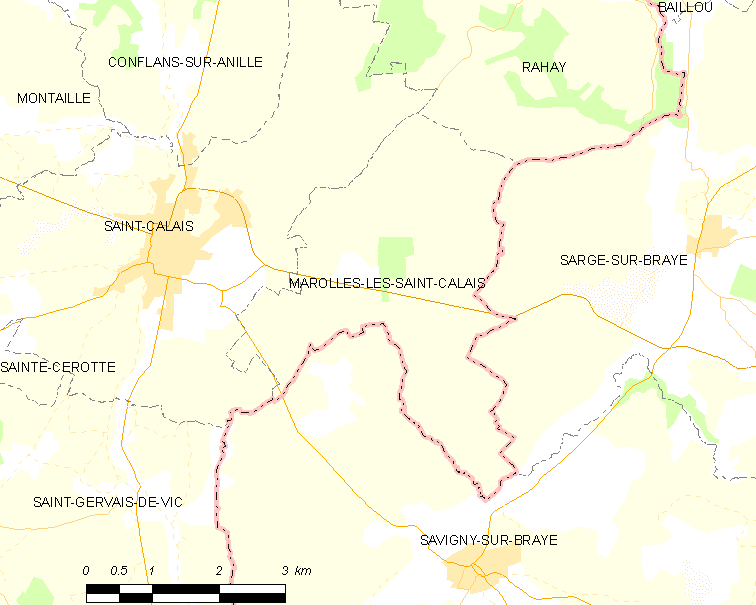
马罗勒莱圣卡莱的OSM定位图

马罗勒莱圣卡莱的时区为UTC+01:00、UTC+02:00（夏令时）。

## 行政
马罗勒莱圣卡莱的邮政编码为72120，INSEE市镇编码为72190。

## 政治
马罗勒莱圣卡莱所属的省级选区为圣卡莱县。

## 人口

1962-2008年间马罗勒莱圣卡莱人口变化图示

马罗勒莱圣卡莱于2022年1月1日时的人口数量为287人。